# Liste der Bodendenkmäler in Dahlem (Nordeifel)
Die folgende Liste enthält die offiziellen Bodendenkmäler auf dem Gebiet der Gemeinde Dahlem, Kreis Euskirchen, Nordrhein-Westfalen (Stand: September 2011)
| lf. Nummer | Bezeichnung des Denkmales                                      | Gemarkung        | Lage | Foto |
| ---------- | -------------------------------------------------------------- | ---------------- | --- | ---- |
| 105        | Bunker des ehem. Westwalls                                     | Baasem           | Flur 5 Parzelle 156 |      |
| 17         | Wasserbunker Am alten Kalkofen                                 | Baasem           | Flur 5 Parzelle 11 |      |
| 102        | Hammerhütte: Hammerwerk, Schmelzhütte, Mühlengraben            | Kronenburg       | Flur 15 Parzellen 76 (Teil), 77, 115 (Teil) und 116 |      |
| 103        | Hammerhütte: Hammerwerk, Schmelzhütte, Mühlengraben            | Kronenburg       | Flur 15 Parzellen 117, 118 |      |
| 101        | Hammerhütte: Hammerwerk, Schmelzhütte, Mühlengraben            | Kronenburg       | Flur 15 Parzellen 13, 16 |      |
| 104        | Hammerhütte: Hammerwerk, Schmelzhütte, Mühlengraben            | Kronenburg       | Flur 15 Parzelle 11 |      |
| 109        | Bunker des ehem. Westwalls                                     | Berk             | Flur 7 Parzelle 204 |      |
| 110        | Bunker des ehem. Westwalls                                     | Berk             | Flur 7 Parzelle 204 |      |
| 111        | Bunker des ehem. Westwalls                                     | Berk             | Flur 7 Parzellen 204 |      |
| 112        | Bunker des ehem. Westwalls                                     | Berk             | Flur 7 Parzellen 189, 192 |      |
| 125        | Bunker des ehem. Westwalls                                     | Berk             | Flur 6 Parzellen 21, 143 |      |
| 87         | Bunker des ehem. Westwalls Im Leger                            | Dahlem           | Flur 18 Parzelle 208 Neu: Flur 30 Nr. 1 |      |
| 94         | Straßendamm Römerstraße                                        | Dahlem           | Flur 6 Parzellen 67, 83, 2/2 (alte Flurbezeichnung) – (neu: Flur 34 Nr. 18) Flur 34 Parzelle 1; Schmidtheim, Flur 15 Parzelle 13 – neue Flurbezeichnung- |      |
| 95         | Grabhügel Römerstraße/Heidekopf III                            | Dahlem           | Flur 6 Parzelle 2/2 –alte Flurbezeichnung- Flur 34 Parzelle 1 – neue Flurbezeichnung -                                                                   |      |
| 96         | 2 Hügel (Heidengräber)                                         | Sönsberg, Dahlem | Flur 6 Parzelle 83 – alte Flurbezeichnung- Flur 36 Parzelle 98 –neue Flurbezeichnung -                                                                   |      |
| 98         | Naturfels „Finsterley“                                         | Dahlem           | Flur 35 Parzelle 86 (alt: Flur 5 Nr. 111) |      |
| 128        | Kalktriften westlich von Dahlem                                |                  | |      |
| 120        | Teil der Schmelzstätte Mühlenweg                               | Kronenburg       | Flur 4 Parzellen 57 (Teil) und 262 (Teil) |      |
| 120        | Teil der Schmelzstätte Mühlenweg                               | Kronenburg       | Flur 4 Parzelle 263 (Teil) |      |
| 106        | Bunker des ehem. Westwalls                                     | Kronenburg       | Flur 2 Parzelle 36 |      |
| 107        | Bunker des ehem. Westwalls                                     | Kronenburg       | Flur 8 Parzelle 4 |      |
| 108        | Bunker des ehem. Westwalls                                     | Kronenburg       | Flur 8 Parzelle 4 |      |
| 113        | Bunker der ehemaligen Westwallanlage                           | Kronenburg       | Flur 8 Parzelle 7 |      |
| 114        | Betonierte Anlage der ehemaligen Westwallanlage                | Kronenburg       | Flur 1 Parzelle 31 |      |
| 115        | Baumschutzlöcher der ehemaligen Westwallanlage                 | Kronenburg       | Flur 9 Parzelle 45 |      |
| 116        | Bunker der ehemaligen Westwallanlage                           | Kronenburg       | Flur 2 Parzelle 1 |      |
| 130        | „Kronenburg“ (Burgbering)                                      | Kronenburg       | Flur 5 Flurstücke 16, 17, 18, 19, 20 … |      |
| 25         | Wasserbunker (ehem. Pumpstation) Insel/Steinertstraße,         | Kronenburg       | Flur 4 Parzelle 110 |      |
| 120        | Teil der Schmelzstätte Mühlenweg                               | Kronenburg       | Flur 4 Parzellen 162 und 261 (Teil) |      |
| 126        | Teil des Bodendenkmals „Burgruine und Burgsiedlung Kronenburg“ | Kronenburg       | Flur 5 Parzelle 35 (Teil) |      |
| 126.1      | Teil des Bodendenkmals „Burgruine und Burgsiedlung Kronenburg“ | Kronenburg       | Flur 5 Parzelle 60 |      |
| 55         | Bunkerpaar                                                     | Kronenburg       | Flur 15 Parzelle 56 |      |
| 119        | Bunker der ehemaligen Westwallanlage                           | Kronenburg       | Flur 4 Parzelle 111 Flur 10 Parzelle 29 |      |
| 91         | Grabenrechteck Heidekopf III                                   | Schmidtheim      | Flur 12 Parzelle 10 – alte Flurbezeichnung - Flur 12 Parzelle 24 – neue Flurbezeichnung-                                                                 |      |
| 92         | Niederungsmotte (Zehnbachhaus) Recherhof,                      | Schmidtheim      | Flur 3 Parzelle 53 |      |
| 93         | Straßendamm Römerstraße                                        | Schmidtheim      | Flur 12 Parzelle 10 –alte Flurbezeichnung- Flur 12 Parzelle 24, Flur 15 Parzelle 4,13- neue Flurbezeichnung -                                            |      |
| 21         | ehem. Wasserbunker Dahlemer Binz                               | Schmidtheim      | Flur 9 Parzelle 1 |      |
| 127        | Verhüttungsplatz/Schlackenhalde                                | Schmidtheim      | Flur 10 Parzelle 64 |      |